# I.Ae. 35 Huanquero

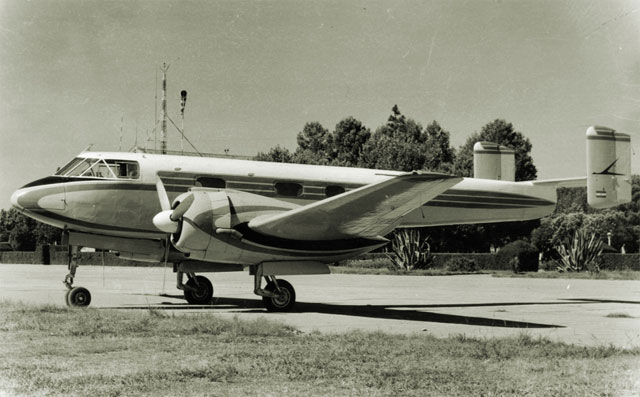
Prototipo I.A. Pandora.

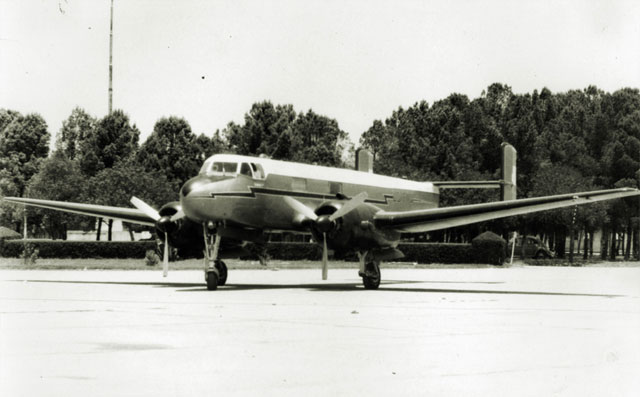
Prototipo I.A. Constancia I.

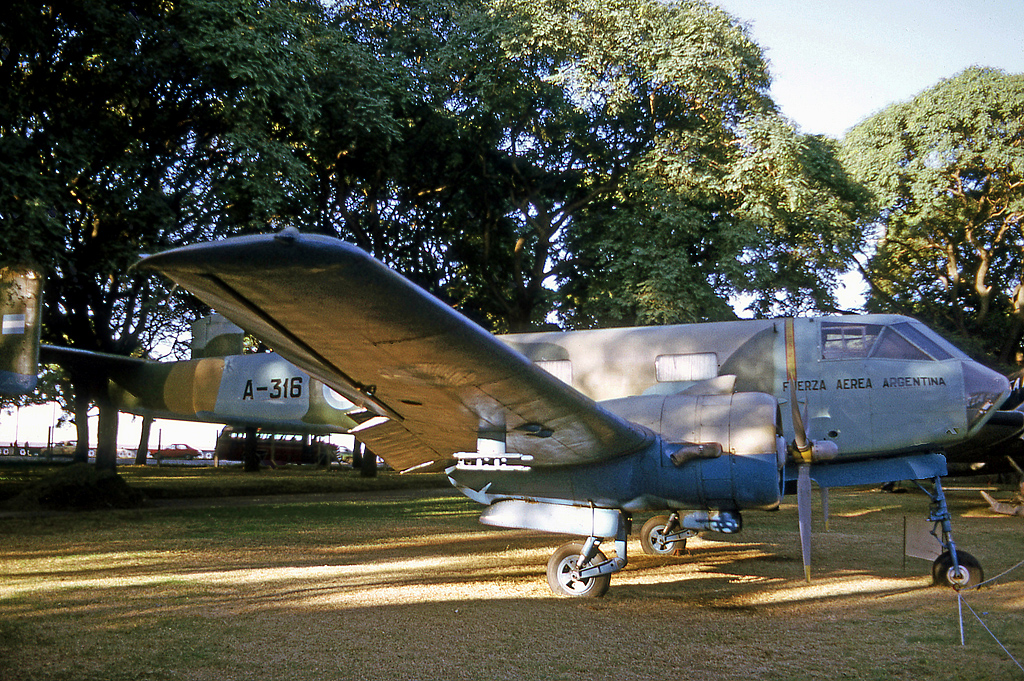
I.Ae. 35 Huanquero (A-316) en el Aeroparque Buenos Aires en 1975.

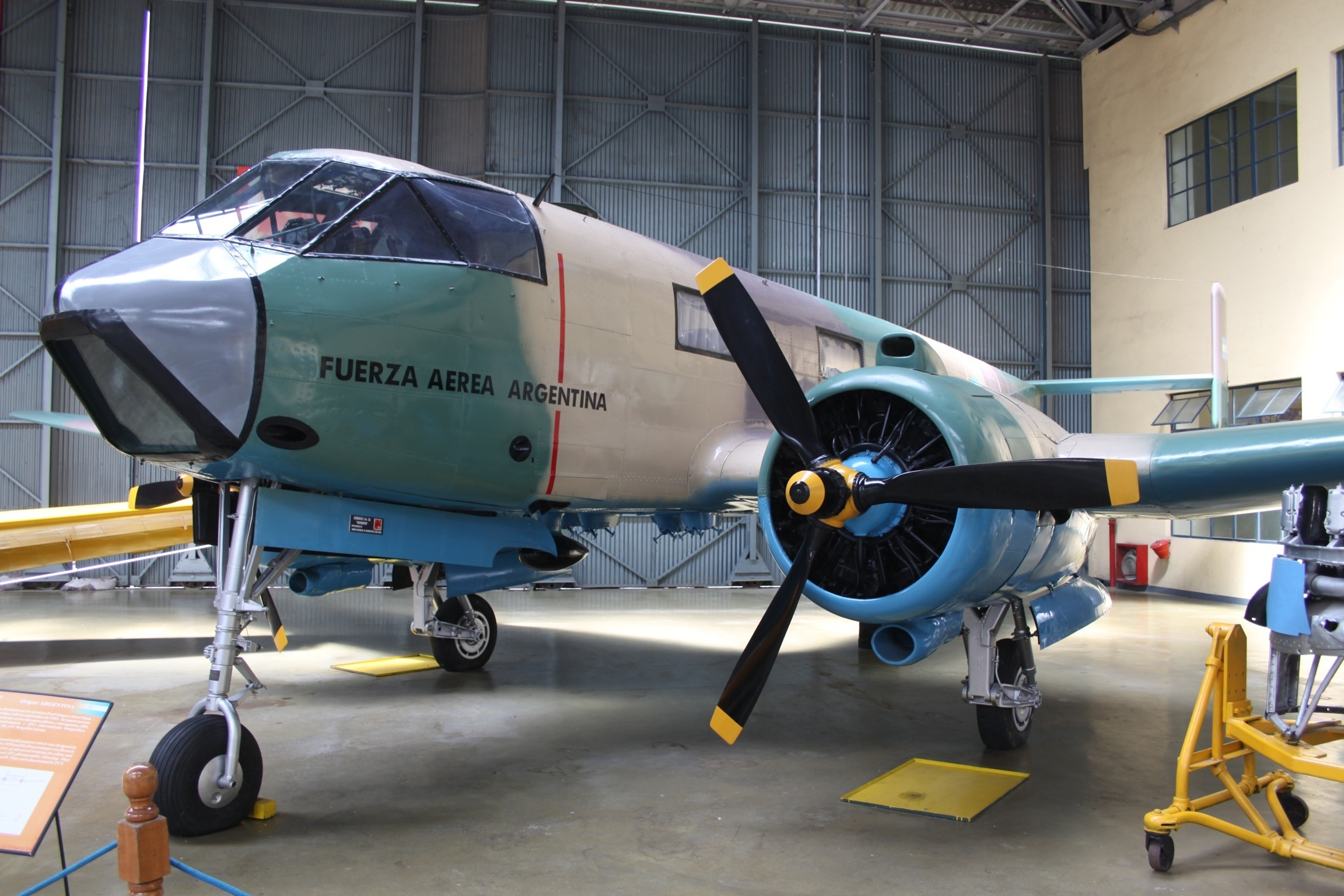
I.Ae. 35 Huanquero en el Museo Nacional de Aeronáutica.

El I.Ae. 35 Huanquero fue un avión monoplano bimotor multipropósito diseñado por los ingenieros alemanes Paul Klages y Kurt Tank y construido en la década de 1950 por la Fábrica Militar de Aviones de Argentina (FMA).

## Historia, diseño y desarrollo
La Dirección Nacional de Fabricaciones e Investigaciones Aeronáuticas (DINFIA) fue fundada en Argentina en 1957, fruto de la fusión de la Fábrica Militar de Aviones (FMA) de 1927, el Instituto Aerotécnico de 1943 y las Industrias Aeronáuticas y Mecánicas del Estado (IAME) de 1953.
El primer diseño de la organización que entró en producción fue el DINFIA IA 35 Huanquero, un bimotor de cometidos generales ya que el mismo debería poder realizar las funciones de entrenador avanzado de vuelo y armamento, transporte ligero para siete pasajeros y tres tripulantes, avión ambulancia, y aparato de reconocimiento fotográfico, ya que la Secretaría había hecho hincapié en la polivalencia de sus diseños con mínimas modificaciones a la línea de montaje de los aparatos. El diseño fue encarado por un grupo de trabajo liderado por el ingeniero alemán Paul Klages junto al ingeniero y piloto de pruebas Kurt Tank, famoso por sus diseños para la Focke Wulf de Alemania durante las décadas de 1930/1940 y el responsable del proyecto fue el Capitán R.Pio Uriz. Una vez finalizados los estudios se comenzó la fabricación del prototipo, la cual se terminó a mediados de 1953.
Su configuración era la de un monoplano bimotor de ala baja cantilever, timón y deriva dobles, y tren de aterrizaje triciclo retráctil y de construcción enteramente metálica, excepto los alerones, que iban recubiertos en tela. El avión fue designado I.Ae.35, su planta motriz consistía en dos motores de fabricación argentina I.Ae. 16 El Gaucho, si bien los aviones de serie portaron el más potente I.Ae. R-19 El Indio.
El prototipo realizó su primer vuelo el 7 de agosto de 1953al mando del primer teniente Jorge Conan Doyle. El entonces presidente, General Juan Domingo Perón lo bautizó oficialmente como "Justicialista del Aire". En 1954 se fabricó un segundo prototipo que se empleó para mejorar detalles constructivos y ensayos destructivos. En 1955 se produce el golpe de Estado de la autoproclamada Revolución Libertadora en contra del gobierno electo del Gral. Perón. Por ese motivo los diseñadores alemanes, perseguidos por la dictadura implantada con la excusa de haber llgado al país con documentación apócrifa, deciden emigrar. No obstante ello, el nuevo Gobierno de facto decide impulsar la fabricación en serie I.Ae.35 en vista de las necesidades de la Fuerza Aérea Argentina, aunque rebautizado con el nombre de "Huanquero", Se planificó la construcción de un lote inicial de 100 aviones, el primero de los cuales voló el 29 de marzo de 1957. Sin embargo, la producción finalizó en 1962 luego de completarse solamente 41 unidades de serie. Como sucedió con muchos otros proyectos de la Fábrica Militar de Aviones, la presión de EE. UU. para evitar que Argentina se consolidara como productor de aviones[cita requerida] y en su lugar se convirtiera en comprador de los aparatos que la USAF radiaba de servicio, el Huanquero terminó siendo el único modelo de avión enteramente nacional (célula y motores diseñados y fabricados en Argentina) producido en serie.
Operó con la II Brigada Aérea ubicada en la ciudad de Paraná (provincia de Entre Ríos, Argentina donde operó con el II Grupo de Exploración y ataque hasta su desactivación en 1974.

## Variantes
IA 35 Tipo 1A
Instructor avanzado o entrenador de navegación , impulsado por dos motores radiales IA 19R El Indio .
IA 35 Tipo 1B
Versión de bombardero del Tipo 1A, armado con 2 ametralladoras Browning de 12.7 mm (0.500 in), bastidores para bombas de hasta 100 kg (220.462 lb) y rieles para 4x cohetes debajo del ala.
IA 35 Tipo 1U
Entrenador de bombardeo y artillería, impulsado por dos motores radiales IA 19SR1 El Indio de 750 hp (559 kW).
IA 35 Tipo II
 Versión de transporte ligero con una tripulación de tres y siete pasajeros, propulsados por dos motores radiales IA 19R El Indio.
IA 35 Tipo III
 Versión de ambulancia aérea con una tripulación de tres y cuatro camillas con ayudantes, impulsada por dos motores radiales IA 19R El Indio.
IA 35 Tipo IV
Versión de reconocimiento fotográfico con tripulación de tres y operador de cámara, impulsado por dos motores radiales IA 19R El Indio.
IA 35-X-III Pandora
Versión de transporte civil con espacio para diez pasajeros, propulsado por dos motores radiales IA 19SR1 El Indio de 750 hp (559 kW).
IA Constancia II
designación inicial del guaraní I, con turbopropulsores Turbomeca Bastan .
IA 35 Guarani I
IA 50 Guarani II

## Especificaciones

### Características generales
- Tripulación: 3
- Longitud: 13,98 m
- Envergadura: 19,60 m
- Altura: 4,30 m
- Superficie alar: 42 m²
- Peso vacío: 3.500 kg
- Peso cargado: 7.600 kg
- Peso máximo al despegue: 5.700 kg
- Planta motriz: 2× motor radial I.Ae. 19 El Indio.
  - Potencia: 620 CV 462 kW cada uno.

### Rendimiento
- Velocidad máxima operativa (Vno): 361 km/h a 3.000 m
- Velocidad crucero (Vc): 320 km/h
- Alcance: 1.570 km
- Techo de vuelo: 6.400 m 21.000 pies
- Régimen de ascenso: 6,50 m/s
- Carga alar: 138 kg/m²
- Potencia/peso: 4,46 kg/CV